# Alan Bible

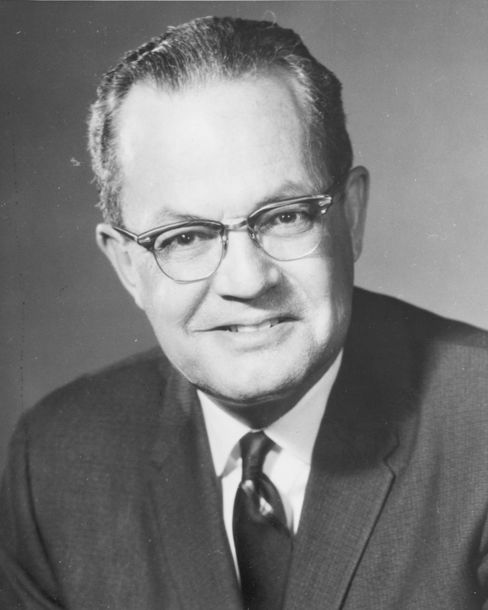
Alan Bible

Alan Harvey Bible (* 20. November 1909 in Lovelock, Nevada; † 12. September 1988 in Auburn, Kalifornien) war ein US-amerikanischer Politiker der Demokratischen Partei und von 1954 bis 1974 Senator im Senat der Vereinigten Staaten für Nevada.
Bible schloss ein Studium an der University of Nevada in Reno ab und besuchte anschließend die Law School der Georgetown University in Washington, die er 1934 abschloss.
Von 1935 bis 1938 war Bible Staatsanwalt des Storey County in Nevada. 1938 wurde er zum stellvertretenden Attorney General des Staates ernannt. Dieses Amt hatte er vier Jahre inne. Von 1942 bis 1950 war er Staatsanwalt Nevadas.
Nach einer Zeit als Rechtsanwalt wurde er 1954 in den Senat der Vereinigten Staaten gewählt, nachdem durch den Tod von Pat McCarran ein Sitz für die Amtszeit bis zum 3. Januar 1957 frei geworden war. Bible wurde 1956, 1962 und 1968 jeweils bestätigt; bei der Wahl 1974 trat er nicht mehr an. Er repräsentierte Nevada im US-Senat vom 2. Dezember 1954 bis zu seinem Rücktritt am 17. Dezember 1974.
Während seiner Zeit im Senat war Bible Vorsitzender des „Senate Committee on the District of Columbia“ (85 bis 90. Senat), des „Congress Joint Committee on Washington Metropolitan Problems“ (85. und 86. Senat) und des „U.Senate Committee on Small Business and Entrepreneurship“ (91. bis 93. Senat).
Bible starb am 12. September 1988 in Auburn und wurde in Reno beigesetzt.